# Liechtenstein na Zimowych Igrzyskach Olimpijskich 1968
Liechtenstein na Zimowych Igrzyskach Olimpijskich 1968 reprezentowało dziewięcioro zawodników – ośmiu mężczyzn i jedna kobieta. Wystartowali oni w konkurencjach alpejskich i saneczkarstwie.

## Kadra

### Narciarstwo alpejskie

#### Mężczyźni
| Zawodnik             | Konkurencja              | Konkurencja              | Konkurencja       | Konkurencja       | Konkurencja   | Konkurencja   | Konkurencja             | Konkurencja             | Konkurencja              | Konkurencja              |
| Zawodnik             | Zjazd                    | Zjazd                    | Slalom gigant     | Slalom gigant     | Slalom gigant | Slalom gigant | Slalom specjalny        | Slalom specjalny        | Slalom specjalny         | Slalom specjalny         |
| Zawodnik             | Czas                     | Pozycja                  | Czas 1. przejazdu | Czas 2. przejazdu | Czas łączny   | Pozycje       | Czas 1. przejazdu       | Czas 2. przejazdu       | Czas łączny              | Pozycja                  |
| -------------------- | ------------------------ | ------------------------ | ----------------- | ----------------- | ------------- | ------------- | ----------------------- | ----------------------- | ------------------------ | ------------------------ |
| Arnold Beck          | Nie ukończył konkurencji | Nie ukończył konkurencji |                   |                   |               |               |                         |                         |                          |                          |
| Wolfgang Ender       | 2:08,08                  | 37.                      | 1:50,57           | 1:52,86           | 3:43,43       | 32.           | 53,67                   | Dyswalifikacja          | Nie ukończył konkurencji | Nie ukończył konkurencji |
| Albert Frick         |                          |                          | 1:57,75           | 1:58,15           | 3:55,90       | 56.           |                         |                         |                          |                          |
| Josef Gassner        | 2:06,91                  | 33.                      | 1:51,10           | 1:51,28           | 3:42,38       | 31.           | Odpadł w kwalifikacjach | Odpadł w kwalifikacjach | Odpadł w kwalifikacjach  | Odpadł w kwalifikacjach  |
| Hans-Walter Schädler | Nie ukończył konkurencji | Nie ukończył konkurencji | 2:01,38           | 1:55,58           | 3:56,96       | 57.           | Odpadł w kwalifikacjach | Odpadł w kwalifikacjach | Odpadł w kwalifikacjach  | Odpadł w kwalifikacjach  |

#### Kobiety
| Zawodniczka  | Konkurencja | Konkurencja | Konkurencja   | Konkurencja   | Konkurencja       | Konkurencja       | Konkurencja      | Konkurencja      |
| Zawodniczka  | Zjazd       | Zjazd       | Slalom gigant | Slalom gigant | Slalom specjalny  | Slalom specjalny  | Slalom specjalny | Slalom specjalny |
| Zawodniczka  | Czas        | Pozycja     | Czas          | Pozycja       | Czas 1. przejazdu | Czas 2. przejazdu | Czas łączny      | Pozycja          |
| ------------ | ----------- | ----------- | ------------- | ------------- | ----------------- | ----------------- | ---------------- | ---------------- |
| Marta Bühler | 1:53,53     | 38.         | 2:06,20       | 33.           | 55,24             | 54,20             | 1:49,44          | 28.              |

### Saneczkarstwo

#### Mężczyźni
| Zawodnik        | Konkurencja | Ślizg 1                | Ślizg 2                | Ślizg 3                | Łącznie                | Pozycja                |
| --------------- | ----------- | ---------------------- | ---------------------- | ---------------------- | ---------------------- | ---------------------- |
| Werner Sele     | Jedynki     | 1:00,92                | 1:01,27                | 1:01,69                | 3:03,88                | 36.                    |
| Simon Beck      | Jedynki     | 1:03,52                | 1:04,54                | 1:03,59                | 3:11,65                | 41.                    |
| Julius Schädler | Jedynki     | nie ukończył 1. ślizgu | nie ukończył 1. ślizgu | nie ukończył 1. ślizgu | nie ukończył 1. ślizgu | nie ukończył 1. ślizgu |